# Liste der Ortschaften im Bezirk Wiener Neustadt-Land
Die Liste der Ortschaften im Wiener Neustadt-Land enthält die Gemeinden und ihre zugehörigen Ortschaften im niederösterreichischen Wiener Neustadt-Land (in Klammern stehen die Einwohnerzahlen zum Stand 1. Jänner 2024):
- Bad Fischau-Brunn
  - Bad Fischau (2231) (Hauptort)
  - Brunn an der Schneebergbahn (1294)

- Bad Schönau (512)
  - Almen (24)
  - Leitenviertel (44)
  - Maierhöfen (116)
  - Schlägen (23)
  - Schützenkasten (20)
  - Wenigreith (14)

- Ebenfurth (2447)
  - Großmittel (11)
  - Haschendorf (676)

- Eggendorf (5046)

- Bad Erlach (2652)
  - Brunn bei Pitten (478)
  - Linsberg (129)

- Felixdorf (4577)

- Gutenstein (342)
  - Hintergschaid (5)
  - Klostertal (137)
  - Längapiesting (121)
  - Steinapiesting (59)
  - Urgersbach (3)
  - Vorderbruck (591)
  - Zellenbach (10)

- Hochneukirchen-Gschaidt
  - Burgerschlag (31)
  - Grametschlag (99)
  - Gschaidt (102)
  - Harmannsdorf (105)
  - Hattmannsdorf (177)
  - Hochneukirchen (487) (Hauptort)
  - Kirchschlagl (150)
  - Loipersdorf (44)
  - Maltern (125)
  - Offenegg (154)
  - Ulrichsdorf (66)
  - Züggen (106)

- Hochwolkersdorf
  - Hackbichl (44)
  - Hochwolkersdorf (Dorf) (862) (Hauptort)
  - Hochwolkersdorf (Zerstreut) (67)
  - Rosenbrunn (7)
  - Gaaden (120)

- Hohe Wand
  - Maiersdorf (725) (Hauptort)
  - Netting (89)
  - Stollhof (542)

- Hollenthon (471)
  - Blumau (25)
  - Gleichenbach (115)
  - Grohdorf (24)
  - Horndorf (17)
  - Lehen (11)
  - Michelbach (14)
  - Mittereck (7)
  - Obereck (43)
  - Pürahöfen (0)
  - Spratzau (39)
  - Spratzeck (59)
  - Stickelberg (169)
  - Untereck (8)

- Katzelsdorf (3040)
  - Eichbüchl (156)

- Kirchschlag in der Buckligen Welt (1498)
  - Aigen (446)
  - Lembach (260)
  - Stang (257)
  - Straß (27)
  - Thomasdorf (18)
  - Ungerbach (270)

- Krumbach (2390)

- Lanzenkirchen (874)
  - Frohsdorf (1186)
  - Haderswörth (1294)
  - Kleinwolkersdorf (803)
  - Ofenbach (230)

- Lichtenegg (319)
  - Amlos (56)
  - Feichten (20)
  - Kaltenberg (122)
  - Kühbach (55)
  - Maierhöfen (21)
  - Pengersdorf (36)
  - Pesendorf (21)
  - Pregart (13)
  - Pürahöfen (9)
  - Purgstall (39)
  - Ransdorf (86)
  - Schlagergraben (2)
  - Spratzau (54)
  - Tafern (33)
  - Thal (86)
  - Tiefenbach (23)
  - Wäschau (14)
  - Wieden (36)
  - Winkl (9)

- Lichtenwörth (2962)

- Markt Piesting (2385)
  - Dreistetten (754)

- Matzendorf-Hölles
  - Hölles (304)
  - Matzendorf (1833) (Hauptort)

- Miesenbach (647)

- Muggendorf (342)
  - Kreuth (30)
  - Thal (134)

- Pernitz (2414)
  - Feichtenbach (109)

- Rohr im Gebirge (421)

- Bromberg (306)
  - Breitenbuch (52)
  - Schlag (34)
  - Schlatten (766)

- Schwarzenbach  (949)

- Sollenau (5455)

- Theresienfeld (4218)

- Waidmannsfeld  (373)
  - Neusiedl (1082)
  - Schallhof (28)

- Waldegg (395)
  - Dürnbach (62)
  - Ober-Piesting (623)
  - Oed (146)
  - Peisching (167)
  - Reichental (202)
  - Wopfing (413)

- Walpersbach (850)
  - Klingfurth (213)
  - Schleinz (172)

- Weikersdorf am Steinfelde (1112)

- Wiesmath (1541)

- Winzendorf-Muthmannsdorf
  - Emmerberg (68)
  - Muthmannsdorf (522)
  - Winzendorf (1279) (Hauptort)

- Wöllersdorf-Steinabrückl
  - Steinabrückl (2167)
  - Wöllersdorf (2839) (Hauptort)

- Zillingdorf (1221)
  - Zillingdorf-Bergwerk (899)